# Stanisław Anioł (1898–1951)

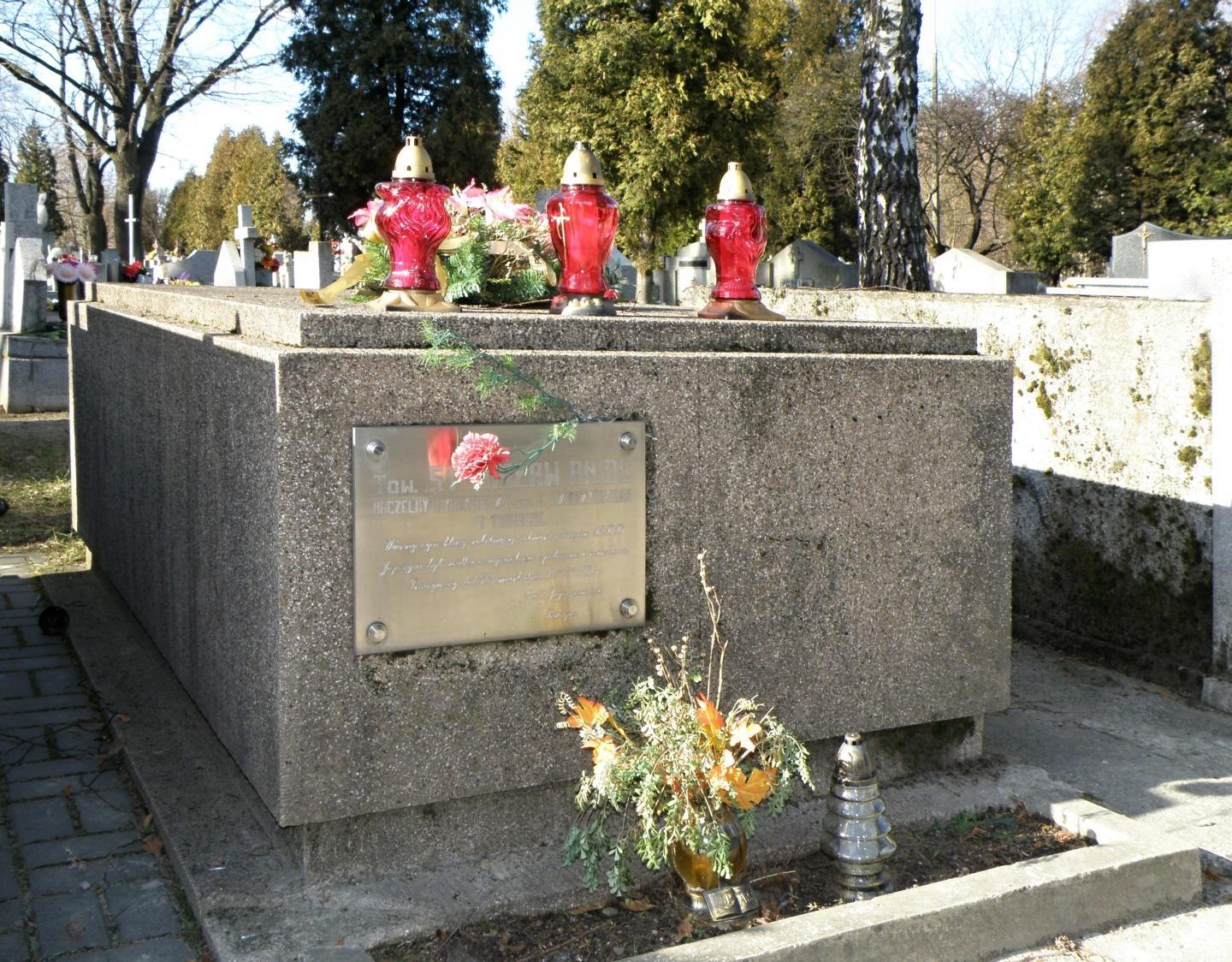
Grób na cmentarzu komunalnym w Tarnowie-Mościcach

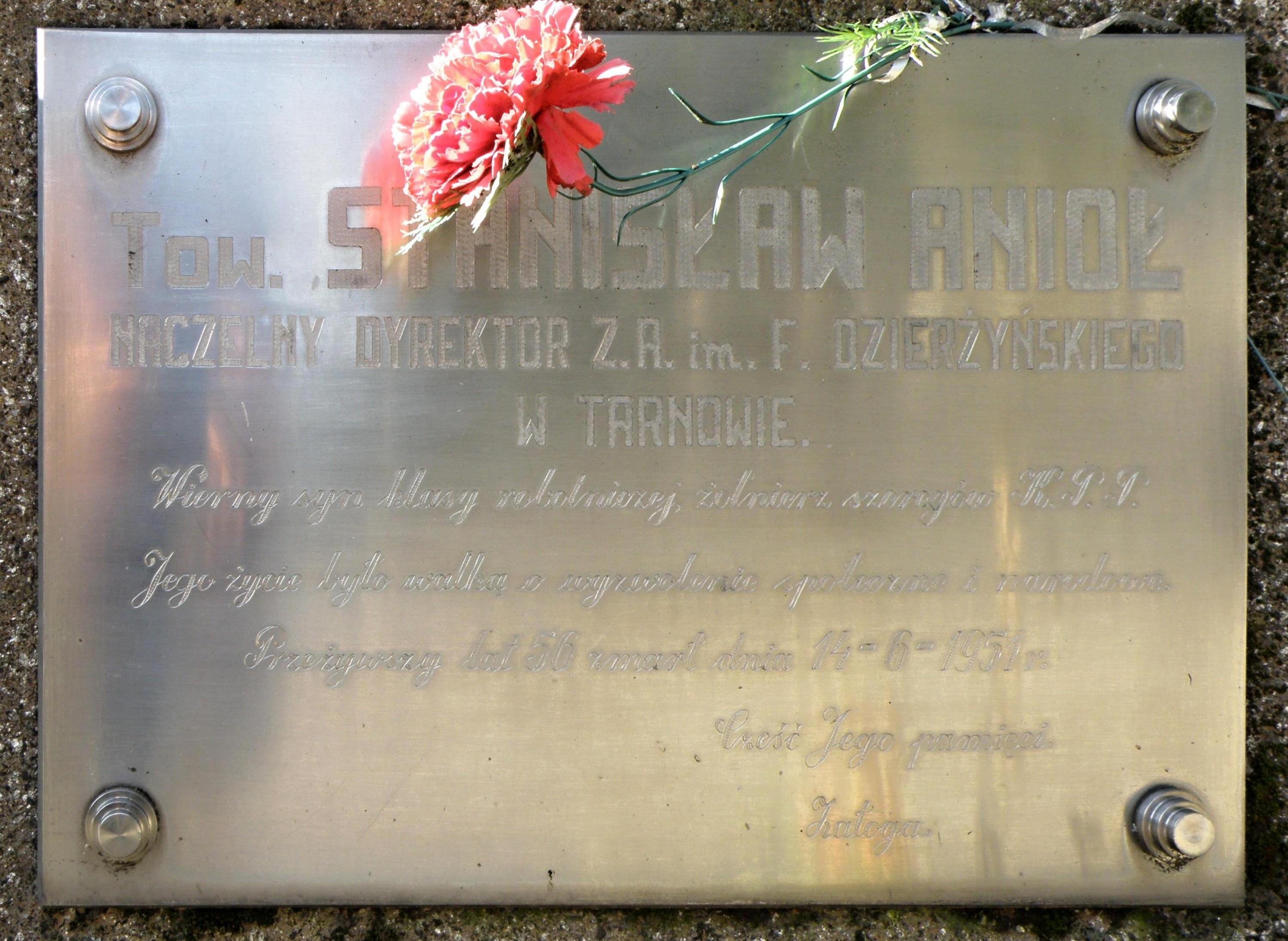
Tablica nagrobna z tekstem:
Tow. STANISŁAW ANIOŁ
NACZELNY DYREKTOR Z.A. IM. F. DZIERŻYŃSKIEGO
W TARNOWIE
Wierny syn klasy robotniczej, żołnierz szeregów K.P.P.
Jego życie było walką o wyzwolenie społeczne i narodowe.
Przeżywszy lat 56 zmarł dnia 14-6-1951r.
Cześć jego pamięci.
Załoga.

Stanisław Anioł (ur. 1898 w Czyżowie, zm. 14 czerwca 1951 w Tarnowie) – mistrz stolarski, dyrektor Zakładów Przemysłu Azotowego w Tarnowie.

## Życiorys
Urodził się w Czyżowie koło Dąbrowy Tarnowskiej. Jego rodzicami byli Feliks oraz Julia z domu Boduch, wyrobnicy rolni. Zaczął uczyć się w szkole w sąsiedniej Niecieczy w 1905. Ukończył sześcioklasową szkołę powszechną, w szkole był prymusem. Pracował przejściowo przy regulacji Dunajca. Kiedy wybuchła I wojna światowa, a Stanisław Anioł ukończył 18 lat, został powołany do cesarsko-królewskiego wojska w 1916, trafił na front włoski, a z powodu gruźlicy zwolniony ze służby w 1917. Będąc cywilem został mistrzem stolarskim, egzamin mistrzowski złożył w 1921 roku. W tym samym roku nawiązał kontakt z osobami z Komunistycznej Partii Polski i Niezależnej Partii Chłopskiej. Od 1928 pracował w nowo powstającej Państwowej Fabryce Związków Azotowych w Mościcach w warsztacie merchanicznym, a po zwolnieniu założył prywatną pracownię stolarską. Za wykonany na wystawę przemysłową w Brukseli drewniany model PFZA otrzymał złoty medal. Działalność polityczna doprowadziła do współpracy z Małgorzatą Fornalską, działaczką Międzynarodówki Komunistycznej. Aresztowany za działalność komunistyczną w 1935, skazany został na dwa i pół roku więzienia. Po amnestii (ogłoszonej 2 stycznia 1936) wyszedł na wolność. Z bratem wyjechał do Lwowa. W czasie II wojny światowej został wywieziony z tego miasta jak inni Polacy – najpierw pod Moskwę, a potem do Azji Centralnej. Od 1 września 1942 w armii generała Władysława Andersa.
Po wojnie powrócił do kraju 15 grudnia 1945. Przejściowo został I Sekretarzem Komitetu Powiatowego Polskiej Partii Robotniczej w Tarnowie. Od kwietnia 1946 znowu pracował w Państwowej Fabryce Związków Azotowych w Mościcach. Od 1 listopada 1948 do 14 czerwca 1951 był dyrektorem naczelnym Zakładów Przemysłu Azotowego w Tarnowie. Wspomagał powstanie w Mościcach budynku dla drugiej szkoły powszechnej, gimnazjum i liceum. Od 21 stycznia 1959 do 2005 roku ta szkoła – IV Liceum Ogólnokształcące w Tarnowie – nosiła jego imię.